# Metropolia Glasgow
Metropolia Glasgow − jedna z dwóch metropolii Kościoła rzymskokatolickiego w Szkocji. Obejmuje jedną archidiecezję i dwie diecezje. Została erygowana 25 maja 1947. Najważniejszą świątynią jest Katedra Świętego Andrzeja w Glasgow. 